# Samobor
Samobor är en större stad i Kroatien med 36 206 invånare (2001). Staden ligger i norra Kroatien, väster om huvudstaden Zagreb, i Zagrebs län (kroatiska: Zagrebačka županija).

## Historia
Enligt ett dokument från 1242 utnämndes Samobor till en riksstad av kung Bela IV.

## Övrigt
Den kroatiske kompositören Ferdo Livardić, som komponerade musiken till den kroatiska reveljen Još Hrvatska ni propala, var verksam i staden.
Den alpina stjärnan Nika Fleiss är bosatt i Samobor.